# 台灣鋼鐵集團
台灣鋼鐵集團（英語：Taiwan Steel Group，簡稱台灣鋼鐵、台鋼、TSG），為台灣的一個綜合型集團，旗下企業包括主業鋼鐵業、生技、化工等，為台灣第三大的民營鋼鐵集團，僅次於中鋼及義联。會長為謝裕民，旗下包括10多家上市公司，近年來台鋼集團亦在台灣體育自組球隊，先後成立了台企甲南市台鋼、P. LEAGUE+臺南台鋼獵鷹與CPBL台鋼雄鷹以及TPVL台鋼天鷹。
台鋼集團於2016年起發跡，先後併購各行業多家企業，橫跨多種業態，形成綜合企業。為台灣近年冒起相當迅速的一家企業，另有報導指台鋼集團在併購其他企業的過程乃透過低價購入大量股份，並運用「委託書制度」以獲得這些公司的經營權，因此被業界稱為「狙擊手」、「獵鷹」等。

## 旗下關係企業
- 春雨工廠（臺證所：2012）
  - 春日機械（櫃買中心：4544）
  - 春邦精密
  - 春雨生醫
  - 春雨投資
- 久陽精密（櫃買中心：5011）
- 榮剛材料（櫃買中心：5009）
- 精剛精密（櫃買中心：1584）
- 沛波鋼鐵（櫃買中心：6248）
- 友訊（臺證所：2332）
  - D-Link Holding Mauritius
    - D-Link (India) Limited（BSE: 533146）
- 友勁（臺證所：6142）
- 易通展（櫃買中心：6241）
- 力新（櫃買中心：5202）
- 聯光通（櫃買中心：4903）
- 台苯（臺證所：1310）
- 慶欣欣鋼鐵
- 易昇鋼鐵
- 加捷生醫（櫃買中心：4109）
- 台鋼燦星旅遊（櫃買中心：2719）
- 桂田文創（櫃買中心：4806）
  - WING STARS
- 皇家美食（櫃買中心：4419）
  - 漢堡王
- 菱傳媒
- 民報

## 所屬組織
- 2019: 臺南市台灣鋼鐵足球隊
- 2021: 臺南台鋼獵鷹籃球隊
- 2022: 高雄台鋼雄鷹職業棒球隊
- 2024: 高雄台鋼科技大學
- 2025: 高雄台鋼天鷹職業排球隊

## 外部連結
- 官方网站